# Frédéric-Auguste Ier (roi de Saxe)
Pour les articles homonymes, voir Frédéric-Auguste de Saxe.
Frédéric-Auguste le Juste, en allemand Friedrich-August der Gerechte, né à Dresde le 23 décembre 1750 et décédé dans la même ville le 5 mai 1827, est électeur de Saxe de 1763 à 1806 sous le nom de Frédéric-Auguste III, roi de Saxe sous le nom de Frédéric-Auguste Ier de 1806 à 1827 et duc de Varsovie de 1807 à 1815.

## Famille

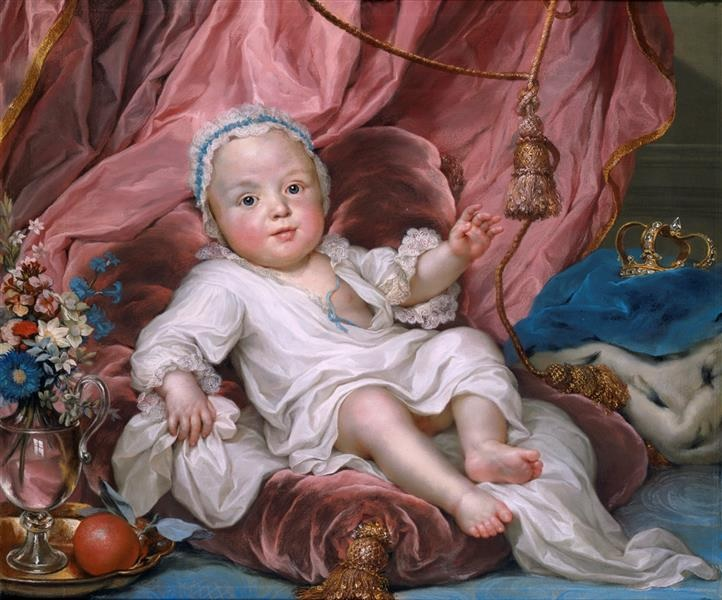
Portrait du jeune Frédéric-Auguste de Saxe, par Anton Raphael Mengs.

Friedrich August Joseph Maria Anton Johann Nepomuk Aloys Xaver naît à la cour de Dresde en 1750. Il est le fils aîné du prince Frédéric-Christian de Saxe et de son épouse Marie-Antoinette de Bavière. Par son père, il est le petit-fils d'Auguste III, roi de Pologne et prince-électeur de Saxe, et de Marie-Josèphe d'Autriche, fille de l'empereur Joseph Ier du Saint-Empire. Du côté de sa mère, il est le petit-fils de Charles VII, empereur du Saint-Empire et prince-électeur de Bavière. 
Membre de la maison de Wettin, Frédéric-Auguste est le neveu de la reine d'Espagne Marie-Amélie de Saxe, épouse du roi Charles III, de la dauphine de France Marie-Josèphe de Saxe, épouse du dauphin Louis de France, de Clément-Wenceslas de Saxe, archevêque-électeur de Trèves qui accueillera les émigrés français fuyant la Révolution dans sa capitale de Coblence, de Cunégonde de Saxe, abbesse de Thorn et d'Essen, de Charles-Christian de Saxe, duc souverain de Courlande, de Albert de Saxe-Teschen, marié à l'archiduchesse Marie-Christine d'Autriche et gouverneur-général des Pays-Bas autrichiens, de Marie-Anne de Saxe, épouse du prince-électeur Maximilien III Joseph de Bavière et de François-Xavier de Saxe, prince royal de Saxe et de Pologne commandant de l'armée saxonne pendant la guerre de Sept Ans puis maréchal des armées du roi de France Louis XV.

## Accession à l'électorat et régence

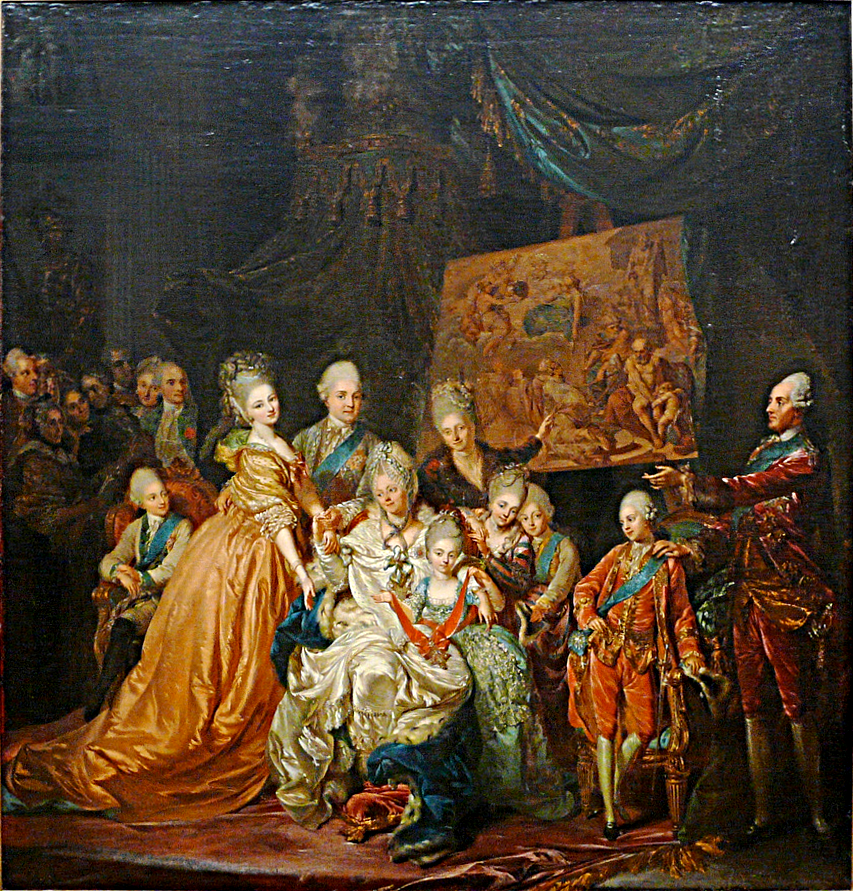
La famille royale de Saxe en 1763.

Le 5 octobre 1763, le roi Auguste III meurt. Son fils aîné, Frédéric-Christian, lui succède comme prince-électeur de Saxe sous le nom de Frédéric IV. Cependant, ce dernier ne parvient pas à se faire proclamer roi de Pologne, laissant le trône à Stanislas Poniatowski. Deux mois plus-tard, le 17 décembre 1763, Frédéric IV meurt à son tour à l'âge de 41 ans. Son fils aîné Frédéric-Auguste est alors proclamé prince-électeur de Saxe sous le nom de Frédéric-Auguste III. Âgé de seulement 13 ans, il règne d'abord sous la régence de sa mère et de son oncle, le prince François-Xavier, frère préféré de la dauphine de France et de la défunte reine Marie-Amélie d'Espagne.
François-Xavier devient donc régent, avec le titre de prince administrateur. Il eut le bon sens de partager sa fonction avec sa belle-sœur la princesse électrice Marie-Antoinette de Bavière, surnommée la « princesse veuve », et gouverna la Saxe pendant cinq ans, redressant les finances et réorganisant l'administration.
La princesse s'opposa au désir de son beau-frère d'abandonner les prétentions de son fils au trône de Pologne, et refusa de reconnaître le nouveau roi Stanislas II, contrairement à François-Xavier qui conclut un pacte avec le royaume de Pologne le 11 avril 1764. 
En 1768, la régence de François-Xavier ne pouvait que faire de l'ombre à Frédéric-Auguste, désormais prince-électeur de dix-huit ans. De plus les réformes qu'il avait réalisées lui avaient créé un certain nombre d'ennemis.
Le 1er octobre 1768, débute le règne personnel de Frédéric-Auguste comme prince-électeur de Saxe.

## Prince-électeur

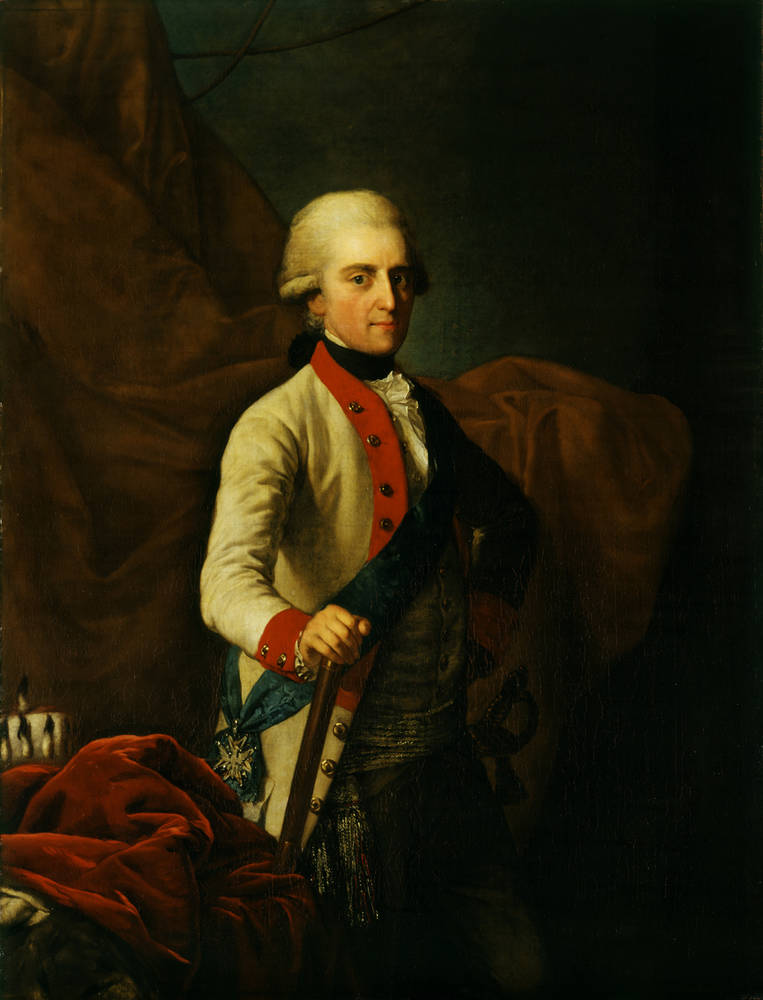
Frédéric-Auguste, prince-électeur.

En 1769, Frédéric-Auguste épouse Amélie de Deux-Ponts-Birkenfeld, fille de Frédéric-Michel de Deux-Ponts-Birkenfeld et de Françoise de Palatinat-Soulzbach. De cette union naît un enfant : 
- Maria Augusta de Saxe (1782 – 1863), dite l'Infante de Pologne.

En 1780, à la suite de la guerre de Succession de Bavière, il offre au baron de Breteuil, ambassadeur de France auprès de la cour de Vienne, la très belle Table de Teschen.
En 1791, la nouvelle constitution polonaise du 3 mai, décidée par Stanislas II, rétablit les droits de la maison de Saxe sur le trône de Pologne, ainsi que la monarchie héréditaire, mettant fin à la monarchie élective. Petit-fils du roi de Pologne Auguste III, Frédéric-Auguste, qui n'a pas renoncé à ses prétentions, se voit proposer le trône, mais devant la menace d'une guerre avec les Russes, il refuse. Par la suite, lors des guerres de la Révolution française (1792 – 1799), il s'efforce de rester neutre.

## Avènement du royaume de Saxe

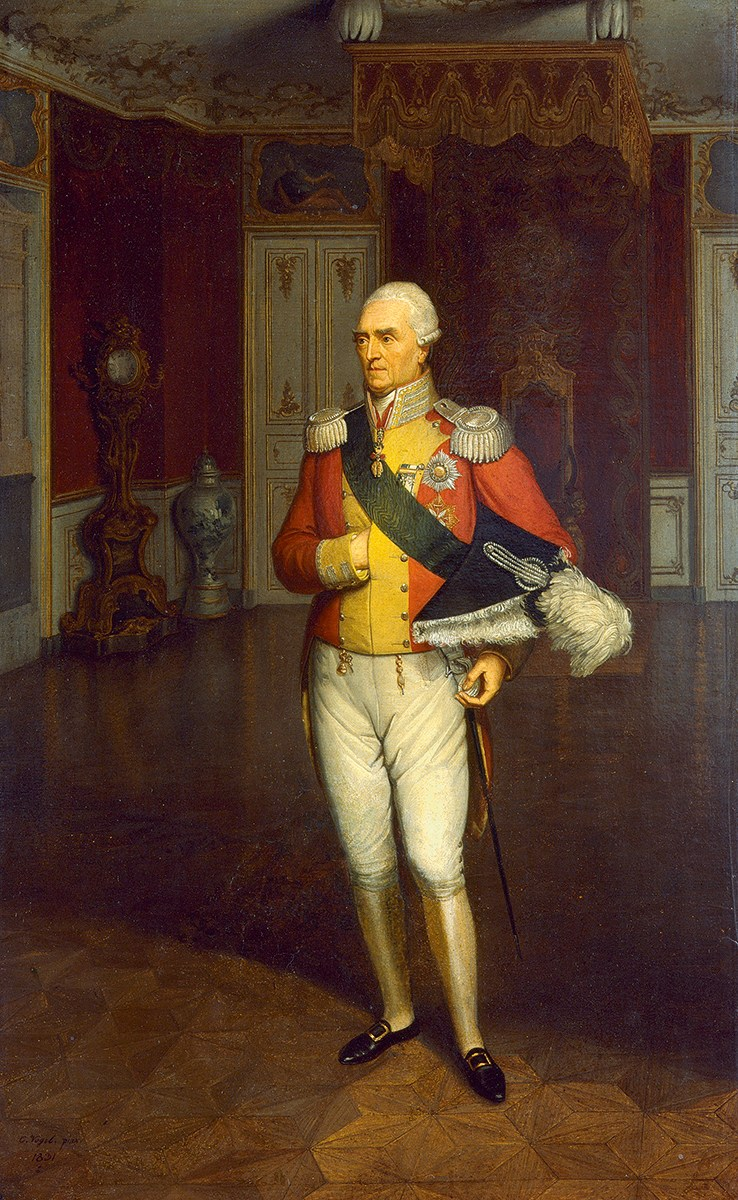
Portrait de Frédéric-Auguste Ier, roi de Saxe.

Allié de la Prusse lors de la Quatrième Coalition, ses troupes sont vaincues par les Français. 
Après la bataille d'Iéna et par le traité de paix signé à Posen, le 11 décembre 1806, l'électorat de Saxe intégra la confédération du Rhin. Il s'engagea à fournir à Napoléon Ier des troupes auxiliaires : en retour, il en reçut, en 1806, le titre de roi de Saxe sous le nom de Frédéric-Auguste Ier. Par le traité de paix signé à Tilsit, le 9 juillet 1807, le roi de Prusse céda l'arrondissement de Cottbus au roi de Saxe,. 
Par le traité de Schönbrunn (14 octobre 1809), l'empire d'Autriche cède les enclaves qu'il possédait en Saxe : selon l'article 3 du traité "Il cède et abandonne à S.M. le Roi de Saxe les enclaves dépendantes de la Bohême et comprises dans le territoire du Royaume de Saxe, savoir les paroisses et villages de Günthersdorf, Taubentränke, Gerlachsheim, Leukersdorf, Schirgiswalde, Winkel, etc".

## Duc de Varsovie
Après la prise de Berlin (27 octobre 1806), l'armée française, incluant la Légion du Nord commandée par le général Zajączek, occupe Poznań le 6 novembre et Varsovie le 28. Napoléon obtient alors le ralliement du prince Józef Poniatowski. Plusieurs soulèvements agraires ont lieu en même temps (prise de Jasna Gora), mais les autorités françaises découragent fermement leur généralisation.
En janvier 1807, Napoléon institue une commission gouvernementale formée de sept personnalités polonaises de la très haute aristocratie libérale, présidée par Stanisław Małachowski ; il crée aussi cinq départements ministériels (Justice, Intérieur, Trésor, Guerre et Police) et instaure la conscription pour former une armée de 39 000 hommes. La première tâche du nouveau gouvernement est de ravitailler les troupes françaises qui battent les Russes en Prusse-Orientale, à Eylau en février et surtout à Friedland en juin.
Le traité de Tilsit (7 juillet 1807) attribue au duché essentiellement les territoires pris par la Prusse à la Pologne lors des partages de 1793 et 1795 (provinces de Nouvelle-Prusse-Orientale, de Nouvelle-Silésie et de Prusse-Méridionale) ; cependant, la partie est de la Nouvelle-Prusse-Orientale, à savoir Białystok, Bielsk Podlaski et le nord de la Polésie, sont concédés à la Russie. La Prusse conserve la plus grande partie de ses acquis de 1772 sauf les régions de Bydgoszcz, Chełmno et Grudziadz qui reviennent au duché. D'autre part, Dantzig (Gdańsk), prise en mai 1807, redevient une ville libre, théoriquement sous la protection conjointe de la Prusse et de la Saxe, en réalité sous protectorat français, avec des garnisons françaises et polonaises.
Le duché de Varsovie a une superficie de 101 500 km² et est divisé en six départements : Varsovie, Poznan, Kalisz, Bydgoszcz, Plock et Lomza. La couronne ducale est attribuée au roi de Saxe, allié de Napoléon, membre d'une dynastie royale dont des membres ont occupé le trône de Pologne de 1709 à 1762.
Frédéric-Auguste est ainsi nommé grand-duc de Varsovie (sous le nom polonais de Fryderyk August I), ses ancêtres ayant régné sur la Pologne au XVIIIe siècle.

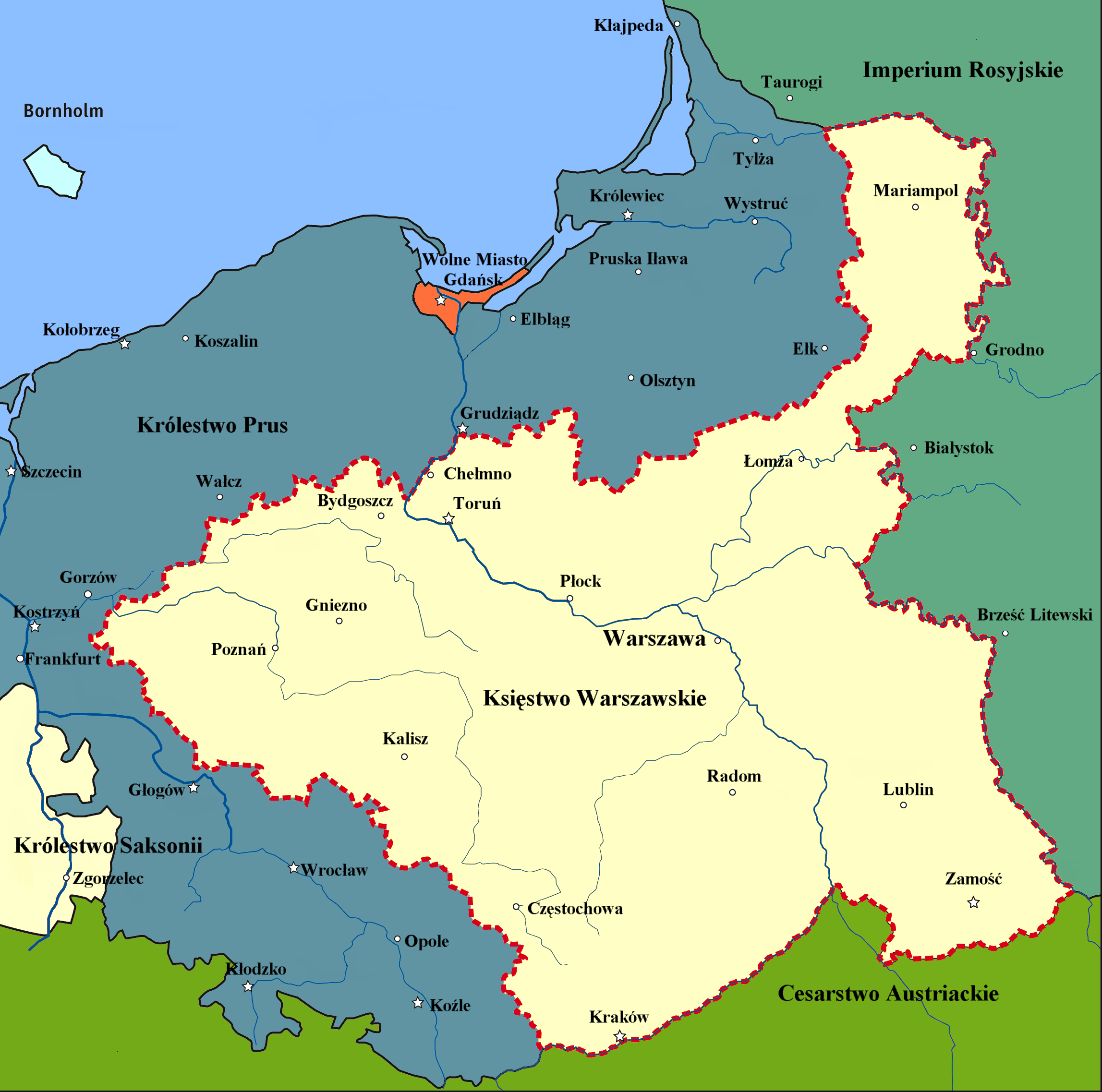
Duché de Varsovie de 1809 à 1814.

Le 22 juillet 1807, à Dresde, capitale de la Saxe, Napoléon donne au duché une constitution dont un article impose le Code civil français au nouvel État. La Constitution est contresignée par les membres de la commission gouvernementale polonaise.
En 1809, lors de la guerre de la Cinquième Coalition, l'Autriche sort de sa neutralité et attaque en Bavière et en Pologne. Józef Poniatowski remporte la bataille de Raszyn (avril 1809) mais préfère ensuite évacuer Varsovie, occupée le 21 avril. Les Autrichiens attaquent ensuite vers l'ouest (Torun). Violemment critiqué, Poniatowski se rachète en réussissant à prendre Lwow ; Varsovie est libérée en juin, Cracovie est prise le 15 juillet. La politique incertaine de la Russie, en principe alliée de la France mais qui hésite à attaquer les Autrichiens, permet aux Polonais d'étendre leur territoire national. Le traité de Schönbrunn, signé le 14 octobre 1809, attribue au duché la partie de la Galicie située à l’ouest du San, ainsi que Cracovie, Sandomierz et Lublin, tandis que Lwow reste à l'Autriche et que la Russie obtient Ternopil.
La superficie du duché passe à 155 000 km² ; sa population est désormais de 4 300 000 habitants.
1812 est l'année de la grande offensive de Napoléon contre la Russie. Les forces armées polonaises sont totalement sous son pouvoir par l’intermédiaire du prince Poniatowski, ministre de la guerre du duché, qui devient maréchal de France. Plus de 100 000 Polonais du duché sont engagés contre les Russes dans les rangs de l’armée napoléonienne. De plus, le duché doit supporter le fardeau d’une garnison française considérable.
Les Polonais espèrent alors que le duché sera élevé au rang de royaume et que les territoires lituaniens libérés par Napoléon seront réunis au royaume, permettant la restauration de l’Union de Pologne-Lituanie. Prudent, Napoléon n’a pas fait de promesse claire qui lui lierait les mains.
Le duc abandonne le pouvoir au Conseil des ministres et à la Diète du duché qui proclame, sans effet, la restauration du royaume de Pologne ainsi que la réunification avec le grand-duché de Lituanie. L’échec de la campagne de Russie oblige à revenir aux statuts du duché.

## Congrès de Vienne et restrictions

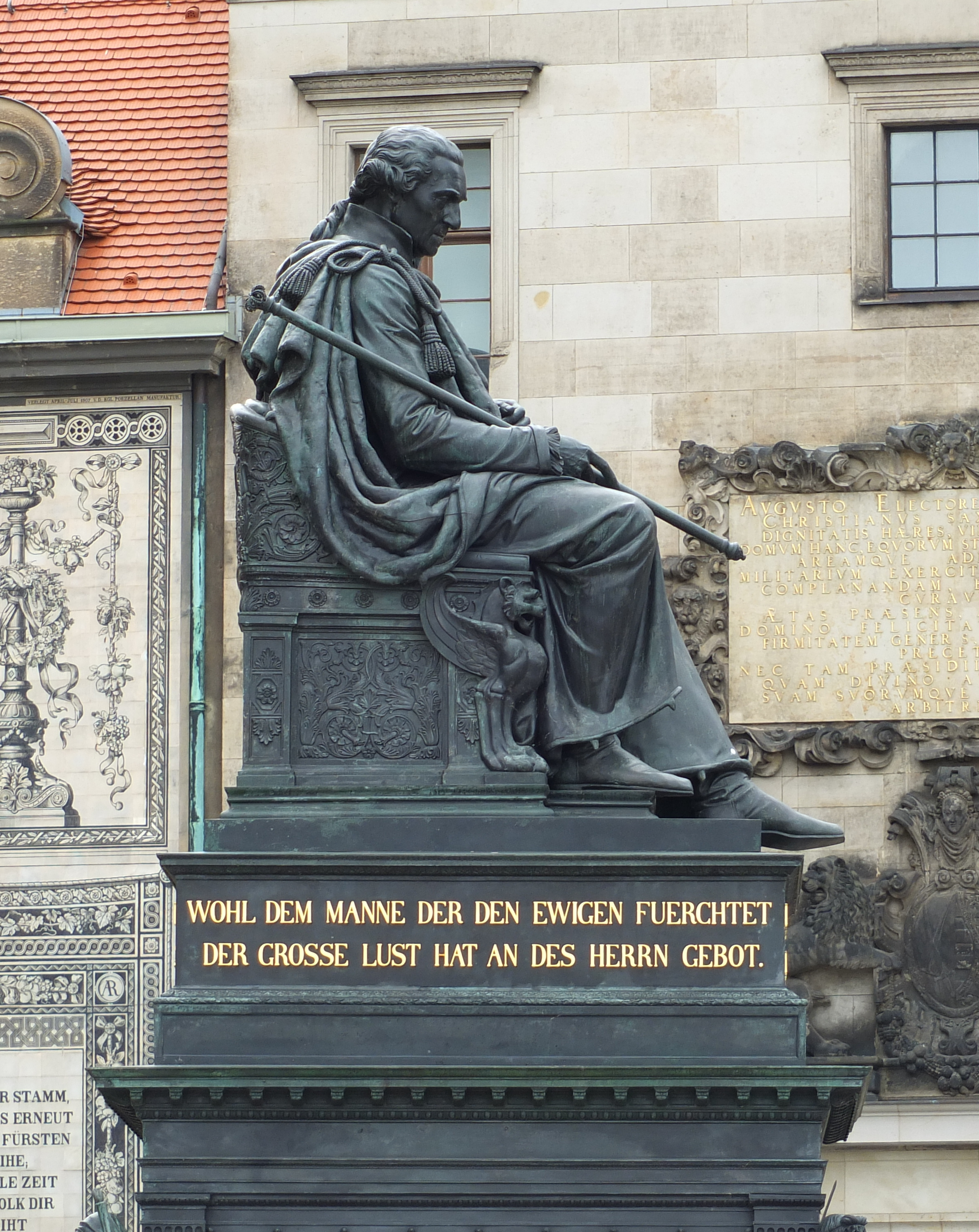
Statue de Frédéric-Auguste Ier à Dresde.

Par la suite, Frédéric-Auguste Ier resta fidèle à la cause de Napoléon : il en fut sanctionné par la perte d'un tiers de ses États, qui revinrent à la Prusse en donnant naissance à la Saxe prussienne (Lusace, Thuringe, partie de la Misnie, Mansfeld, Querfurt, etc.) lors du congrès de Vienne en 1815, l'Autriche refusant la présence de la Prusse à ses frontières nord-ouest. Le roi de Prusse, en effet, avait proposé au congrès de donner la Rhénanie (reprise à la France) au souverain saxon en échange de l'annexion de la Saxe. 
Lors du congrès de Vienne, les puissances alliées lui enlèvent également le duché de Varsovie (attribué au tsar Alexandre qui devient « roi de Pologne »), ainsi qu'une grande partie de ses États héréditaires, attribuée à la Prusse.

## Fin de règne
Après le congrès de Vienne, Frédéric-Auguste, toujours roi de Saxe, n'en est pas moins considéré comme un vaincu par les autres puissances comme la Prusse. 
Ses prétentions sur la Pologne sont désormais vaines puisque celle-ci est une nouvelle fois divisée en trois parties :
- le royaume de Pologne (ou « royaume du Congrès »), attribué au tsar qui porte le titre de roi de Pologne – 128 000 km² (il conserve les acquis du traité de Schönbrunn, sauf Cracovie) ;
- le grand-duché de Posen (Posnanie), restitué au roi de Prusse (il devient une simple province prussienne en 1849) – 28 951 km² ;
- la ville libre de Cracovie (ou république de Cracovie), placée sous la protection des trois puissances (elle sera annexée par l’Autriche en 1846) – 1 164 km².

La fille unique du roi, Augusta de Saxe, dite l'Infante de Pologne, conserve ses prétentions sur le trône polonais jusqu'à sa mort en 1863. 
Surnommé « le juste », Frédéric-Auguste meurt à Dresde le 5 mai 1827. Un correspondant de Dresde écrit : "le roi de Saxe vient de mourir après deux jours de maladie. La journée d'hier avait fait évanouir les espérances conçues la veille. Après un sommeil fort troublé, on a reconnu que les forces diminuaient graduellement, et l'état de Sa Majesté est devenu tel que l'on a cru plusieurs fois qu'Elle avait cessé d'exister. Vers deux heures de l'après-midi, la fièvre avait augmenté, et tout à coup une atonie complète lui a succédé. L'agonie a commencé le soir à 7 heures et ce matin à 7 heures 1/4 le roi a expiré. Le 2 mai, le roi avait entendu la messe dans ses appartements et cherché à dissiper les alarmes de la reine." D'après la Gazette d'État de Prusse, c'est une apoplexie nerveuse qui a terminé les jours du roi de Saxe par suite d'un refroidissement qu'il avait gagné à la chasse.
La loi salique étant appliquée en Saxe, c'est son frère, Antoine, qui lui succède.